# Janet Alcoriza
Janet Reisenfield (Viena, 4 de juny de 1918 - Morelos, 18 de novembre de 1998), coneguda artísticament com Janet Alcoriza o Raquel Rojas, va ser una guionista i actriu mexicana.

## Biografia
Va debutar com a ballarina en 1938, en la pel·lícula Una luz en mi camino, com a actriu amb el nom de Raquel Rojas el 1939, amb la pel·lícula Café Concordia de Alberto Gout, i, com a guionista amb El ahijado de la muerte (1942). Va escriure guions per a més de 80 pel·lícules mexicanes.
Va ser impulsora de canvis a la llei de cinema en els anys seixanta. Va ser també integrant distingida de la Sociedad General de Escritores de México (Sogem).

## Filmografia
- Una luz en el camino (1938)
- Café Concordia (1939)
- Cuando viajan las estrellas (1942)
- Soy puro mexicano (1942)
- Els tres mosqueters (Los tres mosqueteros) (1942)
- Tribunal de justicia (1943)
- Nocturno de amor (1948)
- La isla de las mujeres (1953)
- Lo que importa es vivir (1987)

### Guionista
- El ahijado de la muerte (1942)
- Una extraña mujer (1946)
- Nocturno de amor (1947)
- Flor de caña (1948)
- La liga de las muchachas (1949)
- El gran calavera (1949)
- El siete machos (1950)
- La hija del engaño (1951)
- Se le pasó la mano (1952)
- Él (1953)
- La ilusión viaja en tranvía (1952)
- El río y la muerte (1954)
- La tercera palabra (1955)
- El inocente (1955)
- Escuela de rateros (1956)
- A media luz los tres (1957)
- El toro negro (1959)
- El esqueleto de la señora Morales (1959)
- Suicídate mi amor (1960)
- Gitana tenías que ser
- Quintín el amargado[5][6][7][8]